# Section contre-enquête
Section contre-enquête (Most Wanted) est une série télévisée américaine en 23 épisodes de 50 minutes. Le pilote est diffusé le 21 mars 1976 puis les autres épisodes du 16 octobre 1976 au 20 août 1977 sur le réseau ABC.
La série a été diffusée en France du 23 avril 1978 au 30 juillet 1978 sur TF1. Dix épisodes sont à ce jour encore inédits . Rediffusion sur Série club , RTL9 et TMC.

## Synopsis
Une force spéciale de la Police de Los Angeles créé par le maire a pour mission d'arrêter les criminels les plus recherchés et les plus dangereux.

## Distribution
- Robert Stack : capitaine Linc Evers
- Shelly Novack : sergent Charlie Benson
- Jo Ann Harris : officier Kate Manners
- Hari Rhodes : le maire Dan Stoddard
- Percy Rodriguez : le maire Dan Stoddard (pilote)
- Leslie Charleson : officier Lee Herrick (pilote)
- Tom Selleck : officier Tom Roybo (pilote)

## Liste des épisodes
1. titre français inconnu (Most Wanted, Part One)
2. titre français inconnu (Most Wanted, Part Two)
3. Faux Témoignage (The Sky Killer)
4. Les Disparitions (The Slaver)
5. Le Petit Génie (The Corrupter)
6. titre français inconnu (The Two Dollar Kidnappers)
7. titre français inconnu (The Wolf Pack)
8. La Vengeance (The Heisman Killer)
9. titre français inconnu (The Torch)
10. Madame 10 pour cent (The Ten-Percent)
11. titre français inconnu (The White Collar Killer)
12. Le Contact (Miss Murder)
13. Les Pirates (The Pirate)
14. titre français inconnu (The Hit Man)
15. L'Apache (The Ritual Killer)
16. Et l'argent vient en creusant (The Tunnel Killer)
17. titre français inconnu (The Parasite)
18. Des affaires en or (The Spellbinder)
19. L'Accident (The Driver)
20. Jeux dangereux (The Insider)
21. titre français inconnu (The People Mover)
22. titre français inconnu (The Death Dealer)
23. Un passé trop lourd (The Dutchman)

## Diffusions
Diffusion USA :
- le samedi de 22h00 à 23h00 pour les épisodes 1 à 15 sur le réseau ABC;
- puis, le lundi à la même heure pour les épisodes 16 à 21 toujours sur ABC.
Diffusion France :
- Première diffusion du 23 avril au 30 juillet 1978 sur TF1 (le dimanche vers 16h10).
- Rediffusion entre le 06 septembre et le 29 novembre 1979 sur RTL.
- Nouvelle diffusion du 08 février au 26 avril 1983, toujours sur TF1, chaque mardi à 14h25.
- Dernière diffusion connue sur Série Club à partir du 31 octobre 1996.